# 道格拉斯格羅夫鎮區 (內布拉斯加州卡斯特縣)
道格拉斯格羅夫鎮區（英語：Douglas Grove Township）是位於美國內布拉斯加州卡斯特縣的一個行政鎮區。

## 地方資料
道格拉斯格羅夫鎮區的面積為173.39平方千米，當中陸地面積為173.36平方千米，而水域面積為0.02平方千米。根據2020年美國人口普查的數據，當地共有人口77人，而人口密度為每平方千米0.44人。